# MIRACLE RUSH
「MIRACLE RUSH」（ミラクル・ラッシュ）は、StylipSの楽曲。こだまさおりが作詞、山口朗彦が作曲を手掛けた。StylipSの2枚目のシングルとして2012年5月16日にLantisから発売された。

## 概要
前作「STUDY×STUDY」から約3ヶ月ぶりのリリースとなる2012年2作目のシングル。表題曲「MIRACLE RUSH」は、テレビアニメ『咲-Saki-阿知賀編 episode of side-A』のオープニングテーマに起用された。
衣装は妖精を思わせる黄緑色になっているが、これは麻雀卓の色であったり2012年の流行色である等の理由による。衣装は材質や色が同じなため一見すると全員同じものに見えるが、各メンバー毎に異なるデザインが施されている。なお完成前のイメージを見て各メンバーがどの衣装を着るかを予想するちょっとしたゲームも行なった。ダンスは前作と違い長時間に及んだが、PVのダンスシーン収録時に地元の子供が見学に来たためライブをしている気分が味わえたという。また、これらダンスシーンの他にも全メンバーが麻雀や将棋等のゲームするシーンも収録されている。

## 批評
CDジャーナルは、表題曲を「疾走感あふれるダンサブルなサウンド」、カップリングを「アッパーなユーロビートに心躍るラブ・ソング」と評した。

## 収録曲
（全作詞：こだまさおり）
1. MIRACLE RUSH [4:07]
作曲・編曲：山口朗彦
テレビアニメ『咲-Saki-阿知賀編 episode of side-A』オープニングテーマ
松永曰く「さわやかでキラキラした、勇気をもらえる曲」で、能登も元気な感じを意識したという[1]。
2. Honey Groove [3:43]
作曲・編曲：高田暁
R&Bを意識したクラブミュージック風の大人っぽい曲で、3連符を多用している[1][3]。
3. 初恋EVOLUTION [4:44]
作曲・編曲：高田暁
小倉曰く「かわいさの中にキラキラ感がある曲」で、内容も昔の恋人を引け合いに出してその恋人に嫉妬するものの、2人で仲良くしていこうというものになっている[3]。
4. MIRACLE RUSH（inst）
5. Honey Groove（inst）
6. 初恋EVOLUTION（inst）

DVD（初回限定盤のみ）
1. MIRACLE RUSH（Music Clip）
2. MIRACLE RUSH（DANCE STYLE）
3. MAKING MIRACLE RUSH

## 収録アルバム
| 曲名          | 収録アルバム                  | 発売日        |
| ------------- | ----------------------------- | ------------- |
| MIRACLE RUSH  | 『THE LIGHTNING CELEBRATION』 | 2013年4月24日 |
| Honey Groove  | 『THE LIGHTNING CELEBRATION』 | 2013年4月24日 |
| 初恋EVOLUTION | 『THE LIGHTNING CELEBRATION』 | 2013年4月24日 |